# El pequeño ruiseñor
El pequeño ruiseñor es una película española estrenada el 27 de abril de 1956; forma parte, junto con los títulos Saeta del ruiseñor (1957) y El ruiseñor de las cumbres (1958) de la llamada trilogía del ruiseñor. Su director y productor fue Antonio del Amo que, al descubrir al niño-cantor Joselito, lo lanzó a la fama convirtiéndolo en una verdadera figura cinematográfica dentro del género musical. La fórmula de esta película y de las siguientes fue el folletín sentimental y musical, con canciones pegadizas y populares, sin olvidar las grandes dotes y recursos de voz que tenía este actor. En la película, el protagonista interpreta uno de los mayores éxitos musicales de la década, el pasodoble Campanera.

## Sinopsis
Aventuras y desventuras de un niño, hijo de padre alcohólico y criado con un mendigo, ya que la madre maltratada lo abandonó casi desde la infancia. El niño es un cantor nato y, a lo largo de las escenas, tiene ocasión de demostrarlo.

## Principales intérpretes
- Joselito, el niño cantor y protagonista de la película
- Aníbal Vela, como el cura.
- Mario Berriatúa, como padre Jesús.
- Lina Canalejas, como Fuensanta.
- Mariano Azaña, como Martín el sacristán.